# Uwe Jensen (Schlagersänger)
Uwe Jensen (* 5. Juli 1948 als Uwe Pawelczky in Brätz) ist ein deutscher Schlagersänger.

## Leben
Uwe Jensen verbrachte seine Kindheit in Wansdorf (heute Schönwalde/Ortsteil Wansdorf) an der Havel, bei Berlin. Er erlernte den Beruf eines Maschinenbauers und den eines Fernsehmechanikers. Nachdem er einige Zeit in diesen Berufen gearbeitet hatte, besuchte er drei Jahre die Leipziger Spezialschule beim Zentralhaus für Kulturarbeit der DDR. Diese schloss er mit einem Diplom für Laientheater ab.
Als Theaterregisseur tätig, finanzierte er sein klassisches Gesangsstudium. Das Repertoire umfasste unter anderem Stücke von Brahms und Mozart. Später wechselte er zur Rockmusik und zum Schlager. Er nahm an mehreren Schlagerwettbewerben im In- und Ausland, wie dem Internationalen Schlagerfestival Dresden, der „Bratislavská Lyra“ in Bratislava, dem „Goldenen Orpheus“ in Bulgarien und dem „World Popular Song Festival“ in Tokio, teil. 1997 kehrte er als Moderator mit der Sendung Wiedersehen macht Freude (MDR), die er bis 2003 moderierte, in das Musikgeschäft zurück. Er führte dreimal durch die Sendung des Langen Samstag (MDR) und erinnerte so auch an 118 Folgen von Ein Kessel Buntes, den er 1982 alleine und 1984 zusammen mit Petra Kusch-Lück moderierte.
Als vielseitiger Entertainer gab er mit Gesang, Tanz, Moderation und Parodie über 3.000 Konzerte bis 2007. 2012 war Uwe Jensen mit dem Schauspieler Gojko Mitić und dem Programm Show am Lagerfeuer live unterwegs.
2013 feierte Uwe Jensen seinen 65. Geburtstag. Aus diesem Anlass erschienen gleich zwei Doppelalben. Im Herbst 2020 wechselte er das Produktionsteam und das Label und es erschien die Comeback-Single „So ist das Leben“ aus der Feder von Kay Dörfel und Horst Lemke.
2021 feiert Uwe Jensen sein 50. Bühnenjubiläum.
Uwe Jensen lebt in Berlin-Köpenick, ist verheiratet und hat zwei Kinder.

## Diskografie

### Alben
- 1982: Alles für dich
- 1986: Leben zu zweit
- 1996: Ich hab Lust auf dich
- 2000: Augenblicke
- 2004: Dafür zu leben
- 2010: Unschlagbar
- 2013: Freunde – Das Beste aus 40 Jahren (Doppel-CD)
- 2013: Jubliläumsgold (Doppel-CD)
- 2018: Jubiläumsalbum – Kann es nicht für immer sein

### Singles
- 1974: Sonnenhimmel wie das Meer so blau / Das Leben ist schön
- 1979: Sehnsucht / Man spricht so viel von Liebe
- 1979: Mama Leone / Auf der Straße nach Süden
- 1981: Eine Ewigkeit / Alles für dich
- 1991: Auf der Suche nach Zärtlichkeit / Fange die Nacht
- 1993: Paradies in Flammen
- 1996: Ok, ole Cherie
- 1997: Ich hab Lust auf dich
- 1998: Heut und für alle Zeit
- 1998: Cleopatra
- 1999: Mein Herz ist frei für dich
- 2000: Ich brauch die Liebe
- 2000: Hasta manana muchacha
- 2000: Augenblicke des Lebens
- 2001: Ich bin so froh, dass es dich gibt
- 2002: Der Himmel muss warten
- 2003: Wenn ich dir zu nahe komm!
- 2003: Schenk mir deine Sehnsucht
- 2004: Genau so muss es sein
- 2005: Baumblütensong
- 2005: Consuela
- 2006: Ave Maria der Meere
- 2007: Zwischen Elbe und der Autobahn
- 2007: Bleib bei mir
- 2008: Noch viel zu jung
- 2010: Dort haben wir gelebt
- 2010: Winterzeit
- 2011: Mama Leone
- 2011: Ich kann nicht schlafen, weil ich nur an dich denke
- 2012: One way wind
- 2013: Ein Freund, der zu dir hält
- 2013: Nur bei dir
- 2014: Du bist der Grund für mich zu leben
- 2015: A & U – Ein Freund, der zu dir hält (mit Achim Mentzel)
- 2015: Wir leben alle unter einem Stern (mit Dunja Rajter)
- 2016: Leben auf der Autobahn (mit Achim Mentzel)
- 2016: Ich wünschte mir, die Nacht wär länger
- 2018: Auf der Straße nach Süden – 2018
- 2018: Die Liebe ist das Schönste auf der Welt
- 2018: Fahr nach Afrika
- 2020: Lass uns – (diesen Schritt noch einmal geh’n)
- 2020: C`est la Vie – So ist das Leben